# Bernhild
Bernhild, auch Bernhilde, ist ein weiblicher Vorname.

## Herkunft und Bedeutung
Der Name Bernhild stammt aus dem Althochdeutschen und setzt sich aus den Wörtern ‚bero‘ (‚Bär‘) und ‚hilt(i)a‘ (‚Kampf‘) zusammen.

## Namenstag
Namenstag ist der 15. Juni, der Gedenktag der Benilde von Córdoba (laut Martyrologium Romanum, dort Benildes). Sie starb im Jahre 853 im damals von den Arabern besetzten Spanien im Emirat von Córdoba als Märtyrerin.

## Namensträger
- Bernhild Thormaehlen (1944–2011), deutsche Tänzerin, Choreografin und Tanzpädagogin